# Nordische Junioren-Skiweltmeisterschaften 2010
| Nordische Junioren-Skiweltmeisterschaften 2010 | Nordische Junioren-Skiweltmeisterschaften 2010 |
| Logo der Veranstaltung                         | Logo der Veranstaltung                         |
| ---------------------------------------------- | ---------------------------------------------- |
| Veranstaltungsort                              | Hinterzarten                                   |
| Teilnehmende Nationen                          | 39                                             |
| Entscheidungen                                 | 20                                             |
| Eröffnung                                      | 24. Januar 2010                                |
| Abschluss                                      | 31. Januar 2010                                |

| Medaillenspiegel | Medaillenspiegel   | Medaillenspiegel | Medaillenspiegel | Medaillenspiegel | Medaillenspiegel |
| Platz            | Land               | Gold             | Silber           | Bronze           | Gesamt           |
| ---------------- | ------------------ | ---------------- | ---------------- | ---------------- | ---------------- |
| 1                | Norwegen           | 8                | 7                | 5                | 20               |
| 2                | Finnland           | 3                | 1                | –                | 4                |
| 3                | Russland           | 2                | 4                | 4                | 10               |
| 4                | Österreich         | 2                | –                | –                | 2                |
| 5                | Deutschland        | 1                | 3                | 3                | 7                |
| 6                | Rumänien           | 1                | 1                | –                | 2                |
| 7                | Italien            | 1                | –                | 2                | 3                |
|                  | Schweden           | 1                | –                | 2                | 3                |
| 9                | Japan              | 1                | –                | –                | 1                |
| 10               | Slowenien          | –                | 2                | 2                | 4                |
| 11               | Frankreich         | –                | 1                | –                | 1                |
|                  | Schweiz            | –                | 1                | –                | 1                |
| 13               | Kasachstan         | –                | –                | 1                | 1                |
|                  | Vereinigte Staaten | –                | –                | 1                | 1                |

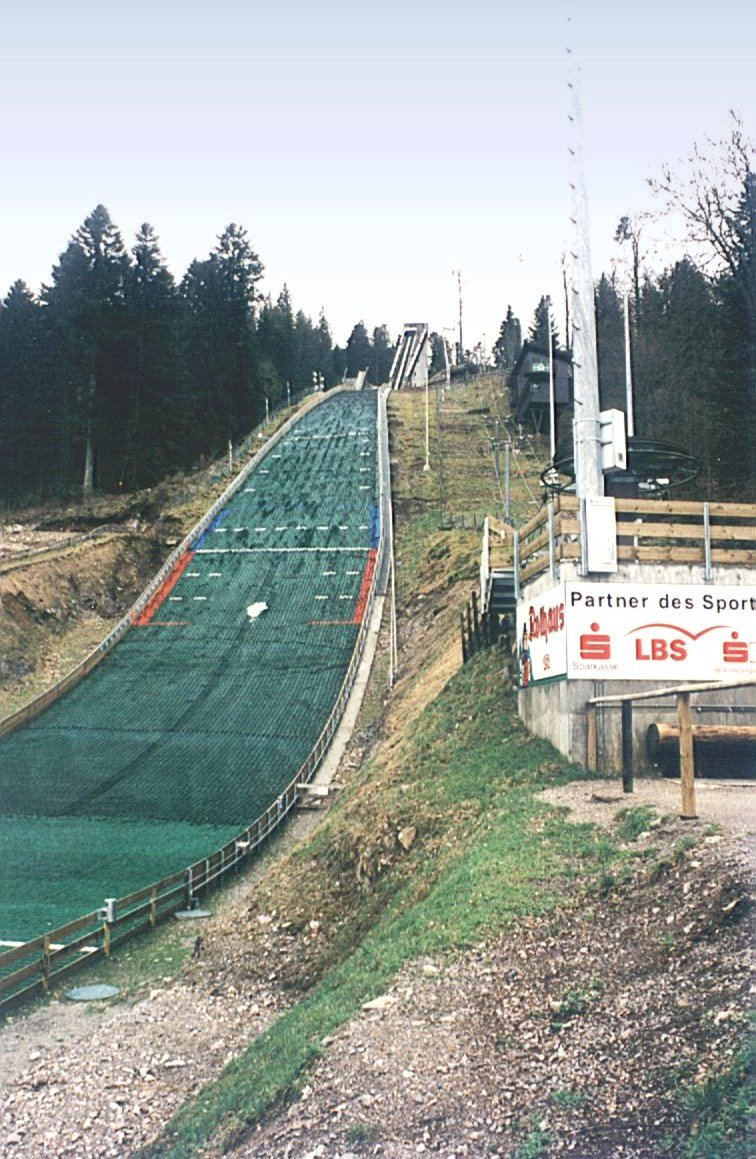
Adlerschanzen in Hinterzarten

Die 33. Nordischen Junioren-Skiweltmeisterschaften 2010 und die in diesem Rahmen ausgetragenen 5. U-23-Langlauf-Weltmeisterschaften fanden vom 24. bis zum 31. Januar 2010 in Hinterzarten im Schwarzwald statt. Die Wettbewerbe im Skispringen und in der Nordischen Kombination wurden auf der Rothaus-Schanze (K95) im Adler-Skistadion ausgetragen. Austragungsort der Skilanglaufwettbewerbe war das Nordic-Center am Notschrei.
Obwohl kurz vor Beginn der Wettkämpfe noch das Sturmtief Daisy große Teile Deutschlands und Mitteleuropas in ein Schneechaos gestürzt hatte, mussten die Wettkampfanlagen in Hinterzarten aufgrund von Schneeknappheit beschneit werden. Da es kalt genug für den Betrieb von Schneekanonen war, war die Ausführung der Wettkämpfe aber nicht in Gefahr. Pünktlich zum Start der ersten Rennen gab es dann sogar nochmal Neuschnee.
„Die Welt zu Gast in Hinterzarten“ lautete das Motto der Nordischen-JWM 2010. Der Schwarzwälder Kabarettist und Schauspieler Martin Wangler kreierte den offiziellen Song zur Veranstaltung. „Ja so fahren wir Ski“ wurde bei allen Wettbewerben, Siegerehrungen und JWM-Partys gespielt. Während der Veranstaltung gab es außerdem drei Ausgaben der offiziellen „JWM-Zeitung“.
Bei der FIS-Kalenderkonferenz, die vom 19. bis zum 24. Mai 2009 in Dubrovnik abgehalten wurde, stellte das Organisationskomitee der JWM 2010 den Antrag, einen Damen-Teamwettkampf offiziell mit in das Programm aufzunehmen. Dieser Antrag wurde vom FIS-Komitee am 12. Juni 2009 abgelehnt.
Der Fernsehsender Eurosport 2 übertrug alle Wettkämpfe live im Fernsehen. Daneben gab es Berichte über die JWM bei den Sendern ARD, ZDF, SWR, TV Südbaden und BBC.

## Teilnehmer
Sportlerinnen und Sportler aus 39 Nationen nahmen an den Nordischen Junioren-Skiweltmeisterschaften 2010 teil. Ursprünglich waren sogar 40 Nationen gemeldet, aber  Algerien verzichtete dann doch kurzfristig auf die Teilnahme. Nach Sportarten aufgeteilt waren im Langlauf mit 37 verschiedenen Ländern die meisten Nationen vertreten, gefolgt vom Skispringen mit 27 Nationen und von der Nordischen Kombination mit 17 Nationen.
| - Armenien - Australien - Belgien - Bulgarien - Dänemark - Deutschland - Estland - Finnland - Frankreich - Griechenland - Irland - Italien - Japan | - Kanada - Kasachstan - Kroatien - Lettland - Liechtenstein - Litauen - Neuseeland - Niederlande - Norwegen - Österreich - Polen - Rumänien - Russland | - Schweden - Schweiz - Slowakei - Slowenien - Spanien - Südkorea - Tschechien - Türkei - Ukraine - Ungarn - Vereinigtes Königreich - Vereinigte Staaten - Belarus |

## Langlauf U23 Männer

### SprintFreistil
| Platz | Sportler             | Land | Qualifikationszeit | Endlauf  |
| ----- | -------------------- | ---- | ------------------ | -------- |
| 1     | Ole-Marius Bach      | NOR  | 2:23,7 min (10.)   | A-Finale |
| 2     | Martin Jäger         | SUI  | 2:20,2 min (2.)    | A-Finale |
| 3     | Andrei Parfjonow     | RUS  | 2:26,2 min (22.)   | A-Finale |
| 4     | Dietmar Nöckler      | ITA  | 2:22,6 min (5.)    | A-Finale |
| 5     | Raul Schakirsjanow   | RUS  | 2:21,3 min (4.)    | A-Finale |
| 6     | Markus Bader         | AUT  | 2:20,6 min (3.)    | A-Finale |
| 7     | Bernhard Tritscher   | AUT  | 2:22,7 min (6.)    | B-Finale |
| 8     | Dmitriy Ploskonosov  | RUS  | 2:25,6 min (21.)   | B-Finale |
| 9     | Len Väljas           | CAN  | 2:23,4 min (8.)    | B-Finale |
| 10    | Nobuhito Kashiwabara | JPN  | 2:23,9 min (11.)   | B-Finale |

Datum: 26. Januar 2010

59 Athleten liefen die Qualifikation, drei gemeldete Teilnehmer traten nicht an. Die DSV-Herren schieden alle im Viertelfinale aus.

### 15 km klassisch
| Platz | Sportler                 | Land | Zeit        |
| ----- | ------------------------ | ---- | ----------- |
| 1     | Wladislaw Skobelew       | RUS  | 37:50,0 min |
| 2     | Stanislav Perliak        | RUS  | 38:10,7 min |
| 3     | Gennadiy Matviyenko      | KAZ  | 38:11,3 min |
| 4     | Keishin Yoshida          | JPN  | 38:23,8 min |
| 5     | Karel Tammjärv           | EST  | 38:32,7 min |
| 6     | Jewgeni Welitschko       | KAZ  | 38:33,2 min |
| 7     | Alexei Poltoranin        | KAZ  | 38:35,2 min |
| 8     | Lari Lehtonen            | FIN  | 38:46,4 min |
| 9     | Eirik Kurland Olsen      | NOR  | 38:55,2 min |
| 10    | Daniel Myrmael Helgestad | NOR  | 38:58,3 min |

Datum: 28. Januar 2010

Im achten Langlaufrennen dieser Veranstaltung wurde die Dominanz der Nordländer erstmals von den russischen Herren durchbrochen. Das russische Duo Wladislaw Skobelew (23 Jahre) und Stanislav Perliak (22 Jahre) nutzte mit einer frühen Startnummer den Vorteil der besseren Bedingungen. Titelträger Skobelew sagte zu seinem Erfolg: „Das war russisches Wetter. Dazu passten die schweren Strecken. Also ein perfekter russischer Tag im deutschen Schwarzwald.“ Ab Startnummer 51 setzte plötzliches Schneetreiben ein, wodurch für viele Favoriten auf der erheblich langsamer werdenden 3,75-km-Runde die Medaillenträume platzten. Aufgrund der in den vergangenen Wettkämpfen erreichten hohen FIS-Punktzahl startete auch das DSV-Trio unter den 15 Besten am Ende des Feldes und musste gut ein Drittel der 15 km quasi als Schneepflug agieren. Der Thüringer Philipp Marschall (21/Dermbach) und der Nordschwarzwälder Andreas Katz (22/Baiersbronn) kamen unter diesen Umständen auf die beachtlichen Ränge elf und zwölf. Schon am Morgen musste der Mitfavorit auf WM-Medaillen Tim Tscharnke (20/SV Biberau) wegen einer Nasen- und Halsentzündung, die er vom Weltcup im russischen Rybinsk mitgebracht hatte, seinen Start absagen. Sein DSV-Auswahltrainer, der Thüringer Cuno Schreyl (Rotterode), kommentierte: „Weitere Wettkämpfe hier machen keinen Sinn. Schließlich soll der Olympiastart nicht gefährdet werden!“ Im Nachhinein war das wohl die richtige Entscheidung, denn bei den Olympischen Spielen sollte er etwa einen Monat später Silber im Teamsprint zusammen mit Axel Teichmann gewinnen. 64 Athleten erreichten das Ziel, zwei gaben während des Rennens auf und drei gemeldete Teilnehmer traten nicht an.

### 30 km Verfolgungsrennen
| Platz | Sportler               | Land | Zeit        |
| ----- | ---------------------- | ---- | ----------- |
| 1     | Paul Constantin Pepene | ROU  | 1:24:45,6 h |
| 2     | Ole-Marius Bach        | NOR  | 1:25:11,0 h |
| 3     | Andreas Katz           | GER  | 1:25:11,5 h |
| 4     | Keishin Yoshida        | JPN  | 1:25:12,1 h |
| 5     | Fabrizio Clementi      | ITA  | 1:25:24,2 h |
| 6     | Frederic Touchette     | CAN  | 1:25:25,2 h |
| 7     | Graeme Killick         | CAN  | 1:25:25,6 h |
| 8     | Dietmar Nöckler        | ITA  | 1:25:37,3 h |
| 9     | Stanislav Perliak      | RUS  | 1:25:41,5 h |
| 10    | Mattia Pellegrin       | ITA  | 1:25:45,3 h |

Datum: 30. Januar 2010

Mit einer faustdicken Überraschung und der ersten Medaille für die deutschen Langlaufherren endeten am Samstag die Weltmeisterschaften der U 23 im Skilanglauf in Hinterzarten. Der rumänische Außenseiter Paul Constantin Pepene dominierte den 30-km-Verfolgungswettkampf in 1:24,45 Stunden. Der 21-jährige Pädagogik-Student aus Bukarest lag über 15 km klassisch stets mit in der Spitzengruppe und setzte sich auf dem Freistilabschnitt bei Kilometer 22 ab. Sein Kommentar nach dem Rennen: „Ich liebe so superschwere Strecken. Ich trainiere übrigens oft in den Karpaten ganz in der Nähe vom Castell von Graf Dracula. Heute habe ich nicht die Zähne gezeigt, sondern sie zusammengebissen. Nun geht es zu Olympia. Da sollen es Plätze unter den besten 25 werden!“ Vor über 3000 Fans entlang der 3,75-km-Runde am Notschrei folgten auf den weiteren Rängen per Zielsprint Ole-Marius Bach (Norwegen/+25,4 s) und Andreas Katz (Baiersbronn/+25,9 s). Sportsoldat Katz sorgte damit für einen versöhnlichen Abschluss im deutschen Langlauflager. Zuvor hatte nur Denise Herrmann für den DSV eine Medaille im Sprint geholt. Andy Katz (22): „Auch wenn es fast zu Silber gereicht hätte, ist Bronze für mich Gold wert. Auf jeden Fall hatten wir bei diesen komplizierten Neuschneebedingungen diesmal sehr gut präparierte Ski.“ 50 Athleten erreichten das Ziel, vier wurden nach Überrundung aus dem Rennen genommen, einer gab vorzeitig auf und sieben gemeldete Teilnehmer traten nicht an.

## Langlauf U23 Frauen

### Sprint Freistil
| Platz | Sportler                | Land | Qualifikationszeit | Endlauf  |
| ----- | ----------------------- | ---- | ------------------ | -------- |
| 1     | Mari Laukkanen          | FIN  | 2:44,3 min (1.)    | A-Finale |
| 2     | Denise Herrmann         | GER  | 2:47,8 min (7.)    | A-Finale |
| 3     | Kathrine Rolsted Harsem | NOR  | 2:46,9 min (4.)    | A-Finale |
| 4     | Ida Sargent             | USA  | 2:46,9 min (4.)    | A-Finale |
| 5     | Swetlana Nikolajewa     | RUS  | 2:45,9 min (3.)    | A-Finale |
| 6     | Alenka Cebasek          | SLO  | 2:46,9 min (4.)    | A-Finale |
| 7     | Anne Kyllönen           | FIN  | 2:48,0 min (9.)    | B-Finale |
| 8     | Jana Janovskaja         | RUS  | 2:47,8 min (7.)    | B-Finale |
| 9     | Laurien van der Graaff  | SUI  | 2:45,7 min (2.)    | B-Finale |
| 10    | Polina Medwedewa        | RUS  | 2:48,3 min (10.)   | B-Finale |

Datum: 26. Januar 2010

Am zweiten Wettkampftag gewann Denise Herrmann die erste Medaille für Deutschland, schneller war nur die finnische Biathletin Mari Laukkanen. Denise Herrmann sagte nach dem Finale: „Es ist ja meine zweite WM bei den bis 23-Jährigen. Nach Rang vier im Vorjahr sollte es nun endlich eine Medaille werden. Ich hatte schon im Prolog die drittschnellste Zeit – musste nach zwei Rangeleien im Halbfinale aber noch einmal um die Finalteilnahme bangen.“ Herrmann qualifizierte sich schließlich als eine der zwei Lucky-Loserinnen für das Finale. Im Gerangel um die Plätze hatte sie sich im Halbfinale zu nah an die Streckenbegrenzung drängen lassen. Insgesamt liefen 38 Athletinnen die Qualifikation, drei gemeldete Läuferinnen traten nicht an.

### 10 km klassisch
| Platz | Sportler            | Land | Zeit        |
| ----- | ------------------- | ---- | ----------- |
| 1     | Kerttu Niskanen     | FIN  | 29:36,3 min |
| 2     | Alewtina Tanygina   | RUS  | 29:43,2 min |
| 3     | Swetlana Nikolajewa | RUS  | 29:51,1 min |
| 4     | Anne Kyllönen       | FIN  | 29:56,2 min |
| 5     | Brittany Webster    | CAN  | 30:23,7 min |
| 6     | Polina Medwedewa    | RUS  | 30:26,5 min |
| 7     | Britt Ingunn Nydal  | NOR  | 30:27,9 min |
| 8     | Tatjana Roshina     | KAZ  | 30:38,6 min |
| 9     | Hilde Lauvhaug      | NOR  | 30:54,9 min |
| 10    | Astrid Øyre Slind   | NOR  | 30:55,3 min |

Datum: 28. Januar 2010

Auch in der siebten Langlauf-Entscheidungen dieser Veranstaltung ging der Titel an ein Land aus dem hohen Norden. Norwegen, Schweden und Finnland machten bei den ersten sechs Rennen alle Titel unter sich aus, und auch dieses Rennen wurde von der Finnin Kerttu Niskanen gewonnen. Die 21-jährige Sportstudentin aus der Nähe von Voukatti, die auch schon Weltcup-Ergebnisse in ihrer Erfolgsliste stehen hatte, sagte nach ihrem Sieg: „Ich hatte mit so einem guten Ergebnis überhaupt nicht rechnen können. Ich war nämlich zuvor längere Zeit krank. Dennoch bin ich auf der schweren 3,3-km-Runde prima zurechtgekommen.“ Die beste Deutsche Monique Siegel aus Oberwiesenthal sagte zu ihrem 13. Platz: „Mit meinem ersten Start bei der U 23 bin ich nicht unzufrieden. Mit meinem Ziel, unter die besten Zwölf zu kommen, hat es ja fast geklappt. Ich hoffe, am Samstag beim Pursuit noch einige Plätze besser abzuschließen.“ 47 Athletinnen erreichten das Ziel, eine gab während des Rennens auf und eine gemeldete Teilnehmerin trat nicht an.

### 15 km Verfolgungsrennen
| Platz | Sportler            | Land | Zeit        |
| ----- | ------------------- | ---- | ----------- |
| 1     | Astrid Øyre Slind   | NOR  | 44:47,4 min |
| 2     | Hilde Lauvhaug      | NOR  | 44:55,5 min |
| 3     | Swetlana Nikolajewa | RUS  | 45:04,4 min |
| 4     | Yuki Kobayashi      | JPN  | 45:08,9 min |
| 5     | Monique Siegel      | GER  | 45:20,4 min |
| 6     | Polina Medwedewa    | RUS  | 45:20,8 min |
| 7     | Kerttu Niskanen     | FIN  | 45:28,7 min |
| 8     | Brittany Webster    | CAN  | 45:47,3 min |
| 9     | Aurélie Dabudyk     | FRA  | 45:47,4 min |
| 10    | Britt Ingunn Nydal  | NOR  | 45:48,6 min |

Datum: 30. Januar 2010

Auf dem schweren Kurs, der trotz der 30 cm Neuschnee bestens präpariert war, hielt die beeindruckende Erfolgsserie der Norweger auch am sechsten Wettkampftag an. Astrid Oeyre Slind (22) und Hilde Lauvhaug (21) sorgten für einen souveränen Doppelerfolg. Beste Deutsche nach den 7,5 km in klassischer Technik und den 7,5 km im Freistil war die Oberwiesenthalerin Monique Siegel (21) auf dem fünften Rang. „Ich starte ja das erste Mal in dieser Altersklasse und darf noch zweimal dabei sein. Der fünfte Platz ist auf jeden Fall mein bisher wertvollstes Ergebnis und ist ganz wichtig, um meinen bisherigen Auswahlstatus im Deutschen Skiverband zu behalten.“ 43 Athletinnen erreichten das Ziel, vier gaben vorzeitig auf und zwei gemeldete Läuferinnen traten nicht an.

## Langlauf Junioren

### Sprint Freistil
| Platz | Sportler            | Land | Qualifikationszeit | Endlauf  |
| ----- | ------------------- | ---- | ------------------ | -------- |
| 1     | Tomas Northug       | NOR  | 2:30,2 min (2.)    | A-Finale |
| 2     | Pål Golberg         | NOR  | 2:32,3 min (4.)    | A-Finale |
| 3     | Federico Pellegrino | ITA  | 2:29,1 min (1.)    | A-Finale |
| 4     | Juho Mikkonen       | FIN  | 2:34,8 min (13.)   | A-Finale |
| 5     | Dmitriy Ozerskiy    | RUS  | 2:32,4 min (6.)    | A-Finale |
| 6     | Enrico Nizzi        | ITA  | 2:35,6 min (19.)   | A-Finale |
| 7     | Baptiste Gros       | FRA  | 2:34,8 min (13.)   | B-Finale |
| 8     | Jewgeni Below       | RUS  | 2:32,2 min (3.)    | B-Finale |
| 9     | Renaud Jay          | FRA  | 2:34,7 min (12.)   | B-Finale |
| 10    | Paul Goalabre       | FRA  | 2:36,6 min (24.)   | B-Finale |

Datum: 25. Januar 2010

Der erste Wettkampftag, bestehend aus den Sprintentscheidungen der Junioren und Juniorinnen, war geprägt von dichtem Nebel. Außerdem mussten die Athleten mit einer einstündigen Unterbrechung vor dem Halbfinale, aufgrund von Problemen bei der Auswertung der Zeitnahme, zurechtkommen. Der Sieger Tomas Northug sagte nach dem Rennen: „Die äußeren Bedingungen mit Neuschnee waren überhaupt kein Problem. Ich hatte sehr gut auf die JWM hin trainiert und freue mich jetzt sehr über diesen Erfolg.“ Der drittplatzierte Federico Pellegrino gab hingegen zu: „Die Unterbrechung wegen der Zeitnahme-Probleme nach dem Viertelfinale hat mich schon ein wenig nervös gemacht. Letztlich hat es aber zu einer Medaillenplatzierung gereicht und das macht mich sehr zufrieden.“ Insgesamt nahmen 101 Athleten an der Qualifikation teil, zwei gemeldete Läufer traten nicht an.

### 10 km klassisch
| Platz | Sportler          | Land | Zeit        |
| ----- | ----------------- | ---- | ----------- |
| 1     | Pål Golberg       | NOR  | 23:58,0 min |
| 2     | Jewgeni Below     | RUS  | 24:07,6 min |
| 3     | Pjotr Sedow       | RUS  | 24:31,8 min |
| 4     | Finn Haagen Krogh | NOR  | 24:38,7 min |
| 5     | Akira Lenting     | JPN  | 24:40,5 min |
| 6     | Thomas Bing       | GER  | 24:40,7 min |
| 7     | Iivo Niskanen     | FIN  | 24:43,8 min |
| 8     | Hannes Dotzler    | GER  | 24:50,9 min |
| 9     | Perttu Hyvarinen  | FIN  | 24:57,1 min |
| 10    | Alexei Wizenko    | RUS  | 24:59,5 min |

Datum: 27. Januar 2010

Der Sechstplatzierte Thüringer Abiturient Thomas Bing (Rhöner WSV Dermbach) sagte nach dem Rennen: „Es war eine verdammt schwere 3,3-km-Runde. Ganz hart auf der bergigen 3,3-km-Runde war ein gut 100 m langer Steilanstieg. Nur gut, dass mich die Zuschauermassen auch dort bis ganz nach oben frenetisch angefeuert haben. Leider hatte ich in der zweiten Runde kurzzeitig einen Hänger. Zuvor lag ich mal an zweiter, mal an dritter Stelle. Dennoch bin ich mit dem Abschneiden sehr zufrieden. Auch wenn die Medaille greifbar war und ich sie letztlich aber verpasst habe.“ 107 Starter aus 34 Nationen waren gemeldet. Zwei gemeldete Teilnehmer traten nicht an, alle anderen Athleten erreichten das Ziel.

### 20 km Verfolgungsrennen
| Platz | Sportler          | Land | Zeit        |
| ----- | ----------------- | ---- | ----------- |
| 1     | Pjotr Sedow       | RUS  | 56:54,1 min |
| 2     | Petrică Hogiu     | ROU  | 57:35,4 min |
| 3     | Finn Haagen Krogh | NOR  | 57:38,4 min |
| 4     | Thomas Bing       | GER  | 57:38,7 min |
| 5     | Akira Lenting     | JPN  | 57:43,5 min |
| 6     | Jewgeni Below     | RUS  | 57:56,2 min |
| 7     | Alexei Wizenko    | RUS  | 57:57,4 min |
| 8     | Jonas Baumann     | SUI  | 57:58,4 min |
| 9     | Hiroyuki Miyazawa | JPN  | 58:25,4 min |
| 10    | Didrik Tønseth    | NOR  | 58:28,3 min |

Datum: 29. Januar 2010

Mit einem fulminanten Soloritt gewann bei den Herren der Russe Pjotr Sedow das 20-km-Verfolgungsrennen. Der 20-jährige Sportstudent aus Nischni Nowgorod, der einen Monat später bei den Olympischen Spielen in Vancouver zu drei Einsätzen kam, setzte sich schon nach 9 km auf dem klassischen Kurs vom Massenstartfeld ab und baute seinen Vorsprung auf den 10 km im Freistil auf 41,3 s aus. Seinen 56:54,1 Minuten kamen überraschend der Rumäne Petrică Hogiu und der Norweger Finn Haagen Krogh (+44,3 s) am nächsten.
Bei starkem Schneetreiben am Notschrei gab es auch in der sechsten Laufentscheidung für den DSV keine Medaille. Am nächsten war der Thüringer Thomas Bing (Dermbach) dran. Im Fotofinish verlor der 19-jährige Gymnasiast um drei Zehntel Sekunden Bronze denkbar knapp. Thomas Bing: „Natürlich tut die Blechmedaille weh. Umso mehr, weil ich in der Verfolgergruppe meist den Schneepflug machen musste. Zudem war mein Klassikski heute leider nicht gerade der schnellste. Aber insgesamt bin ich schon zufrieden mit der Leistung in diesem Mammutfeld.“ Mit 102 Läufern aus 33 Nationen gab es das bisher zahlenmäßig größte Teilnehmerfeld in dieser Massenstartkonkurrenz in der JWM-Chronik. 81 Athleten erreichten das Ziel, 21 gaben vorzeitig auf und zwei gemeldete Teilnehmer traten nicht an.

### 4 × 5 km Staffel
| Platz | Sportler                                                            | Land | Laufzeiten                                      | Gesamtzeit  |
| ----- | ------------------------------------------------------------------- | ---- | ----------------------------------------------- | ----------- |
| 1     | Didrik Tønseth Pål Golberg Tomas Northug Finn Haagen Krogh          | NOR  | 14:07,3 min 13:50,5 min 13:19,5 min 12:57,7 min | 54:15,1 min |
| 2     | Gleb Retiwych Jewgeni Below Alexei Wizenko Pjotr Sedow              | RUS  | 14:15,4 min 13:42,9 min 13:17,6 min 13:02,9 min | 54:18,9 min |
| 3     | Thomas Wick Lucas Bögl Hannes Dotzler Thomas Bing                   | GER  | 14:03,3 min 14:13,0 min 13:21,5 min 13:04,1 min | 54:43,1 min |
| 4     | Alexis Jeannerod Tao Quemere Damien Tarantola Baptiste Gros         | FRA  | 14:06,5 min 14:26,6 min 13:16,8 min 13:08,7 min | 54:58,8 min |
| 5     | Sergey Malyshev Nikita Smagin Roman Ragosin Mark Starostin          | KAZ  | 14:14,8 min 14:16,8 min 13:17,0 min 13:11,8 min | 55:00,6 min |
| 6     | Juho Mikkonen Iivo Niskanen Perttu Hyvarinen Jouni Komu             | FIN  | 14:06,0 min 13:58,3 min 13:06,4 min 13:52,0 min | 55:02,8 min |
| 7     | Stefano Gardener Fabio Clementi Enrico Nizzi Federico Pellegrino    | ITA  | 14:15,9 min 14:16,6 min 13:11,4 min 13:46,6 min | 55:30,8 min |
| 8     | Ueli Schnider Jonas Baumann Candide Pralong Roman Furger            | SUI  | 14:29,8 min 14:04,0 min 13:24,3 min 14:02,2 min | 56:00,4 min |
| 9     | Amel Scuk Rok Tršan Bostjan Klavzar Matej Simenc                    | SLO  | 14:36,8 min 14:06,8 min 14:07,0 min 13:40,5 min | 56:31,2 min |
| 10    | Aljaksandr Woranau Siarhei Hramyka Jury Astapenka Aljaksandr Melnik | BLR  | 14:31,1 min 14:48,7 min 12:59,8 min 14:12,9 min | 56:32,6 min |

Datum: 31. Januar 2010

Insgesamt 21 Nationen meldeten eine Staffel für dieses Rennen und alle kamen ins Ziel.

## Langlauf Juniorinnen

### Sprint Freistil
| Platz | Sportler                 | Land | Qualifikationszeit | Endlauf  |
| ----- | ------------------------ | ---- | ------------------ | -------- |
| 1     | Hanna Brodin             | SWE  | 2:53,2 min (2.)    | A-Finale |
| 2     | Ingvild Flugstad Østberg | NOR  | 2:54,2 min (4.)    | A-Finale |
| 3     | Kari Øyre Slind          | NOR  | 2:53,1 min (1.)    | A-Finale |
| 4     | Gaia Vuerich             | ITA  | 2:56,6 min (7.)    | A-Finale |
| 5     | Krista Lähteenmäki       | FIN  | 2:54,0 min (3.)    | A-Finale |
| 6     | Hanna Kolb               | GER  | 2:57,5 min (8.)    | A-Finale |
| 7     | Heidi Weng               | NOR  | 3:00,8 min (16.)   | B-Finale |
| 8     | Nathalie Schwarz         | AUT  | 3:03,4 min (24.)   | B-Finale |
| 9     | Célia Aymonier           | FRA  | 2:58,9 min (12.)   | B-Finale |
| 10    | Maria Davydenkova        | RUS  | 3:01,8 min (21.)   | B-Finale |

Datum: 25. Januar 2010

Bei den letzten Junioren-Skiweltmeisterschaften 2009 hatte Østberg in dieser Disziplin noch vor Brodin gesiegt. Hanna Brodin meinte deshalb nach dem Rennen: „Ich habe mich die ganze Saison über intensiv auf diese Wettkämpfe vorbereitet. Und ich bin heute auch topfit angetreten. Vom ersten Start weg habe ich mich sehr gut gefühlt. Nach Silber im letzten Jahr freue ich mich riesig über diesen Titel.“ Die Zweitplatzierte Ingvild Flugstad Østberg klang nach ihrer Niederlage aber auch nicht übermäßig enttäuscht: „Natürlich hätte ich meinen Titel gerne verteidigt, aber ich freue mich auch über die Silbermedaille. Ich werde noch weitere Rennen bestreiten und hoffe auf erneut gute Resultate.“ Die Bronzemedaillengewinnerin Kari Oeyre Slind hatte noch ein Lob für die Veranstalter übrig: „Auch Bronze strahlt. Es ist immer ein schöner Moment, eine Medaille zu gewinnen. Ich warte jetzt auf die Entscheidung der Trainer, ob ich noch weitere Einsätze bekomme. Die Veranstaltung ist hervorragend organisiert.“ Die einzige Deutsche, die sich für das Finale qualifizierte, war Hanna Kolb, dort hatte sie aber nach einer überstandenen Virus-Infektion nicht mehr das Stehvermögen um in die Medaillenvergabe einzugreifen. Kolb wurde Sechste: „Ein guter Auftakt“, sagte die Athletin anschließend. Insgesamt nahmen 78 Athletinnen an der Qualifikation teil, drei gemeldete Läuferinnen traten nicht an.

### 5 km klassisch
| Platz | Sportler                 | Land | Zeit        |
| ----- | ------------------------ | ---- | ----------- |
| 1     | Krista Lähteenmäki       | FIN  | 13:33,9 min |
| 2     | Ingvild Flugstad Østberg | NOR  | 13:36,9 min |
| 3     | Hanna Brodin             | SWE  | 13:37,9 min |
| 4     | Lisa Larsen              | SWE  | 14:01,0 min |
| 5     | Anna Schtscherbinina     | RUS  | 14:03,6 min |
| 6     | Elena Serokhvostova      | RUS  | 14:07,1 min |
| 7     | Heidi Weng               | NOR  | 14:07,2 min |
| 8     | Michiko Kashiwabara      | JPN  | 14:11,6 min |
| 9     | Ragnhild Haga            | NOR  | 14:12,7 min |
| 10    | Marjaana Pitkänen        | FIN  | 14:14,0 min |

Datum: 27. Januar 2010

Die 17-jährige Theresa Eichhorn vom SV Biberau war eine der jüngsten Teilnehmerinnen dieses Rennens und konnte deshalb als beste Deutsche auf Platz 15 auch recht zufrieden sein. „Ich hatte nichts zu verlieren und bin auch ganz locker geblieben. Das hat sich offenbar ausgezahlt. Nun freue ich mich auf den Verfolger in den zwei Techniken am Freitag“, äußerte sich Eichhorn über ihre Leistung. Insgesamt erreichten 79 Athletinnen das Ziel, zwei gaben während des Rennens auf und eine gemeldete Teilnehmerin trat nicht an.

### 10 km Verfolgungsrennen
| Platz | Sportler                 | Land | Zeit        |
| ----- | ------------------------ | ---- | ----------- |
| 1     | Ingvild Flugstad Østberg | NOR  | 30:51,0 min |
| 2     | Heidi Weng               | NOR  | 31:37,6 min |
| 3     | Tuva Toftdahl            | NOR  | 31:49,1 min |
| 4     | Michiko Kashiwabara      | JPN  | 31:49,2 min |
| 5     | Lisa Larsen              | SWE  | 32:02,1 min |
| 6     | Krista Lähteenmäki       | FIN  | 32:18,1 min |
| 7     | Marjaana Pitkänen        | FIN  | 32:20,4 min |
| 8     | Inna Smirnova            | RUS  | 32:33,4 min |
| 9     | Debora Agreiter          | ITA  | 32:34,2 min |
| 10    | Anastasia Slonova        | KAZ  | 32:35,4 min |

Datum: 29. Januar 2010

Mit einem Dreifacherfolg demonstrierten Norwegens Damen erneut ihre Ausnahmestellung bei dieser Junioren-WM. Bei starkem Schneefall gewann Ingvild Flugstad Østberg bereits ihre 9. JWM-Medaille – Rekord für eine Dame in der bisherigen JWM-Chronik. Die DSV-Langläuferinnen rangierten im Klassement doch etwas entfernt von den Podesträngen. Wie schon über 5 km am Mittwoch war erneut die Thüringerin Theresa Eichhorn (17/Biberau) als jüngste der vier deutschen Athletinnen die Beste (Platz 29). 75 Athletinnen erreichten das Ziel, eine wurde nach Überrundung aus dem Rennen genommen, zwei gaben vorzeitig auf und drei gemeldete Läuferinnen traten nicht an.

### 4 × 3,3 km Staffel
| Platz | Sportler                                                                   | Land | Laufzeiten                                      | Gesamtzeit  |
| ----- | -------------------------------------------------------------------------- | ---- | ----------------------------------------------- | ----------- |
| 1     | Kari Øyre Slind Heidi Weng Tuva Toftdahl Ingvild Flugstad Østberg          | NOR  | 10:53,7 min 10:44,9 min 10:24,4 min 10:16,1 min | 42:19,2 min |
| 2     | Maria Grundvall Marjaana Pitkänen Tanja Kauppinen Krista Lähteenmäki       | FIN  | 11:15,9 min 10:50,4 min 10:28,1 min 9:45,1 min  | 42:19,7 min |
| 3     | Maria Nordstroem Lisa Larsen Madeleine Thorn Hanna Brodin                  | SWE  | 11:35,6 min 10:25,7 min 10:13,4 min 10:10,1 min | 42:24,9 min |
| 4     | Marina Matrossova Yekaterina Semenovyhk Yelena Sakhnova Anastasia Slonova  | KAZ  | 10:35,0 min 11:39,9 min 10:03,0 min 10:40,6 min | 42:58,7 min |
| 5     | Darja Godowanitschenko Anna Schtscherbinina Inna Smirnova Jelena Soboljowa | RUS  | 11:22,7 min 10:39,4 min 10:25,4 min 10:33,4 min | 43:00,9 min |
| 6     | Lucia Anger Theresa Eichhorn Sandra Ringwald Hanna Kolb                    | GER  | 11:26,7 min 11:12,6 min 10:10,4 min 10:14,1 min | 43:04,0 min |
| 7     | Célia Aymonier Marion Colin Marion Buillet Lucile Mouilleseaux             | FRA  | 11:11,6 min 11:20,3 min 10:13,1 min 10:27,2 min | 43:12,4 min |
| 8     | Sophie Caldwell Caitlin Patterson Joanne Reid Jessie Diggins               | USA  | 11:21,9 min 11:07,9 min 10:14,6 min 10:28,4 min | 43:12,8 min |
| 9     | Elisa Matli Lucia Scardoni Debora Agreiter Gaia Vuerich                    | ITA  | 11:24,8 min 11:07,8 min 10:11,8 min 10:55,8 min | 43:40,4 min |
| 10    | Karolína Grohová Kamila Knopova Ivana Kadrmanova Ludmila Horká             | CZE  | 11:26,0 min 11:28,6 min 10:18,9 min 11:06,4 min | 44:20,0 min |

Datum: 31. Januar 2010

Insgesamt 16 Nationen meldeten eine Staffel für dieses Rennen und alle kamen ins Ziel.

## Nordische Kombination Junioren

### Gundersen (Normalschanze HS 106/5 km)
| Platz | Sportler             | Land | Weite   | Punkte | Rückstand      | Endzeit     |
| ----- | -------------------- | ---- | ------- | ------ | -------------- | ----------- |
| 1     | Junshirō Kobayashi   | JPN  | 105,0 m | 138,0  | 0:00 min (1.)  | 12:55,4 min |
| 2     | Marjan Jelenko       | SLO  | 104,0 m | 129,0  | 0:36 min (2.)  | 13:04,3 min |
| 3     | Janis Morweiser      | GER  | 098,5 m | 122,0  | 1:04 min (5.)  | 13:11,0 min |
| 4     | Johannes Rydzek      | GER  | 095,0 m | 112,5  | 1:42 min (15.) | 13:30,1 min |
| 5     | Fabian Rießle        | GER  | 094,5 m | 110,5  | 1:50 min (19.) | 13:30,2 min |
| 6     | Paweł Słowiok        | POL  | 098,0 m | 117,0  | 1:24 min (9.)  | 13:30,7 min |
| 7     | Adam Cieślar         | POL  | 098,5 m | 119,0  | 1:16 min (6.)  | 13:32,2 min |
| 8     | Ole Christian Wendel | NOR  | 090,5 m | 100,5  | 2:30 min (32.) | 13:39,3 min |
| 9     | Samuel Guy           | FRA  | 094,5 m | 112,0  | 1:44 min (16.) | 13:39,3 min |
| 10    | Manuel Faißt         | GER  | 094,5 m | 111,0  | 1:48 min (18.) | 13:39,4 min |

Datum: 27. Januar 2010

Den deutschen Startern gelang mit den Plätzen drei, vier, fünf und zehn eine geschlossene Mannschaftsleistung. Janis Morweiser freute sich „riesig“ über seine erste Medaille bei einer JWM überhaupt. Rydzek, der etwa einen Monat später bei den Olympischen Spielen in Vancouver Bronze im Team gewann, sagte nach dem Rennen: „Mit zehn Metern Abstand auf den Führenden hatte ich auf der Schanze natürlich zu viele Meter liegenlassen. Da kannst du über 5 km auf dem pfeilschnellen Kurs nicht mehr viel gutmachen. Wären es 10 km gewesen, wäre es vielleicht noch eine Medaille geworden. Ich bin trotzdem einigermaßen zufrieden mit meinem Resultat. Die WM hier in Hinterzarten ist auf jeden Fall eine prima Vorbereitung auf Vancouver.“ Alle 63 gemeldeten Teilnehmer beendeten das Rennen.

### Gundersen (Normalschanze HS 106/10 km)
| Platz | Sportler                   | Land | Weite   | Punkte | Rückstand      | Endzeit     |
| ----- | -------------------------- | ---- | ------- | ------ | -------------- | ----------- |
| 1     | Ole Christian Wendel       | NOR  | 093,5 m | 109,0  | 1:24 min (10.) | 29:43,5 min |
| 2     | Janis Morweiser            | GER  | 094,0 m | 111,5  | 1:14 min (8.)  | 30:04,4 min |
| 3     | Gudmund Storlien           | NOR  | 096,0 m | 114,0  | 1:04 min (6.)  | 30:09,5 min |
| 4     | Johannes Rydzek            | GER  | 092,0 m | 106,0  | 1:36 min (14.) | 30:12,0 min |
| 5     | Marjan Jelenko             | SLO  | 103,5 m | 130,0  | 0:00 min (1.)  | 30:22,7 min |
| 6     | Johannes Firn              | GER  | 098,5 m | 120,5  | 0:38 min (2.)  | 30:31,8 min |
| 7     | Armin Bauer                | ITA  | 090,0 m | 100,5  | 1:58 min (20.) | 30:34,7 min |
| 8     | Fabian Rießle              | GER  | 084,0 m | 087,0  | 2:52 min (35.) | 30:54,4 min |
| 9     | Truls Sønstehagen Johansen | NOR  | 083,0 m | 083,0  | 3:08 min (41.) | 30:59,2 min |
| 10    | Jørgen Graabak             | NOR  | 089,5 m | 099,0  | 2:04 min (22.) | 30:59,4 min |

Datum: 29. Januar 2010

Die deutschen Kombinierer-Junioren blieben am Freitagnachmittag auch in der zweiten Entscheidung bei der Junioren-WM im Schwarzwald in der Erfolgsspur. Das gesamte DSV-Quartett landete bei schwierigen Bedingungen mit Dauerschneefall unter den Top Acht. Der Silbermedaillengewinner Janis Morweiser sagte nach dem Rennen: „Mein Ziel für die WM war, immer unter den besten Sechs zu sein. Nach Bronze über 5 km gab es nun sogar Silber. Und heute wäre sogar noch mehr drin gewesen. Aber auf der Schanze habe ich leider zu viele Meter liegenlassen. Dennoch bin ich überglücklich. Beim Teamwettkampf am Sonntag sollten wir wieder Chancen auf eine Medaille haben.“ 63 Athleten absolvierten das Springen, zwei davon traten nicht mehr zum Langlauf an und sieben Kombinierer beendeten den Langlauf vorzeitig.

### Mannschaft (Normalschanze HS 106/4 × 5 km)
| Platz | Sportler                                                                        | Land | Weite                           | Punkte             | Laufzeiten                                      | Endzeit     |
| ----- | ------------------------------------------------------------------------------- | ---- | ------------------------------- | ------------------ | ----------------------------------------------- | ----------- |
| 1     | Johannes Firn Janis Morweiser Johannes Rydzek Fabian Rießle                     | GER  | 100,0 m 100,5 m 092,5 m         | 484,5 + 0:06 (2.)  | 13:31,8 min 13:28,0 min 13:01,4 min 12:52,9 min | 53:00,1 min |
| 2     | Truls Sønstehagen Johansen Jørgen Graabak Gudmund Storlien Ole Christian Wendel | NOR  | 092,5 m 095,5 m 096,0 m 095,0 m | 446,0 + 0:57 (6.)  | 12:50,2 min 13:18,1 min 13:25,1 min 12:43,2 min | 53:13,6 min |
| 3     | Marjan Jelenko Joze Kamenik Matic Plaznik Gašper Berlot                         | SLO  | 100,0 m 097,5 m 103,0 m 100,0 m | 489,0 + 0:00 (1.)  | 13:36,9 min 13:56,2 min 13:40,4 min 14:06,3 min | 55:19,8 min |
| 4     | Junshirō Kobayashi Hiroo Sasaki Yoshito Watabe Hiroyuki Tanaka                  | JPN  | 103,5 m 095,5 m 104,5 m 092,0 m | 483,5 + 0:07 (3.)  | 14:25,6 min 13:51,9 min 13:36,1 min 13:45,1 min | 55:45,7 min |
| 5     | Paweł Słowiok Adam Cieślar Stanisław Biela Andrzej Gąsienica                    | POL  | 096,5 m 101,0 m 091,5 m 096,5 m | 455,5 + 0:45 (5.)  | 13:33,1 min 13:15,5 min 14:05,4 min 14:12,7 min | 55:51,7 min |
| 6     | Mattia Runggaldier Felix Peselj Samuel Costa Armin Bauer                        | ITA  | 097,5 m 099,0 m 094,5 m 094,0 m | 459,0 + 0:40 (4.)  | 14:24,9 min 13:30,2 min 14:09,9 min 13:09,0 min | 55:54,0 min |
| 7     | Kail Piho Han-Hendrik Piho Tanel Levkoi Kaarel Nurmsalu                         | EST  | 088,0 m 082,0 m 091,0 m 098,0 m | 396,0 + 2:04 (10.) | 13:18,1 min 13:25,6 min 13:38,5 min 13:40,0 min | 56:06,2 min |
| 8     | Lukas Rypl Lukas Havranek Lukas Samohyl Lukas Jancik                            | CZE  | 092,0 m 095,0 m 084,5 m 093,5 m | 411,0 + 1:44 (9.)  | 13:33,4 min 13:29,6 min 13:50,4 min 13:35,4 min | 56:12,8 min |
| 9     | Franz-Josef Rehrl Harald Lemmerer Mario Seidl Thomas Egger Riedmüller           | AUT  | 094,5 m 087,5 m 096,0 m 100,0 m | 440,5 + 1:05 (7.)  | 13:52,0 min 13:31,1 min 14:18,5 min 13:49,0 min | 56:35,6 min |
| 10    | Michael Ward Cliff Field Taylor Fletcher Nick Hendrickson                       | USA  | 076,5 m 092,5 m 088,5 m 086,0 m | 356,0 + 2:57 (12.) | 13:45,7 min 14:19,7 min 13:03,1 min 13:16,2 min | 57:21,7 min |

Datum: 31. Januar 2010

Im letzten Wettbewerb der JWM 2010 gewannen die Gastgeber ihre erste Goldmedaille. Schon nach dem Springen auf dem zweiten Platz liegend konnten, sie mit einer guten Laufleistung die Norweger auf Distanz halten. Insgesamt 14 Nationen meldeten eine Mannschaft für den Teamwettbewerb und alle kamen ins Ziel.

## Skispringen Junioren

### Normalschanze
| Platz | Sportler             | Land | Weite 1 | Weite 2 | Punkte |
| ----- | -------------------- | ---- | ------- | ------- | ------ |
| 1     | Michael Hayböck      | AUT  | 106,5 m | 110,5 m | 282,5  |
| 2     | Peter Prevc          | SLO  | 104,5 m | 107,0 m | 278,5  |
| 3     | Diego Dellasega      | ITA  | 104,0 m | 105,0 m | 266,0  |
| 4     | Tobias Bogner        | GER  | 101,5 m | 103,5 m | 260,0  |
| 5     | Florian Schabereiter | AUT  | 102,5 m | 103,0 m | 257,5  |
| 6     | Felix Schoft         | GER  | 102,0 m | 101,5 m | 256,0  |
| 7     | Wladimir Sografski   | BUL  | 104,0 m | 099,0 m | 253,5  |
| 8     | Ville Larinto        | FIN  | 097,0 m | 104,0 m | 250,0  |
| 9     | Pawel Karelin        | RUS  | 097,0 m | 103,0 m | 247,5  |
| 10    | Mario Innauer        | AUT  | 098,0 m | 102,0 m | 245,0  |

Datum: 28. Januar 2010

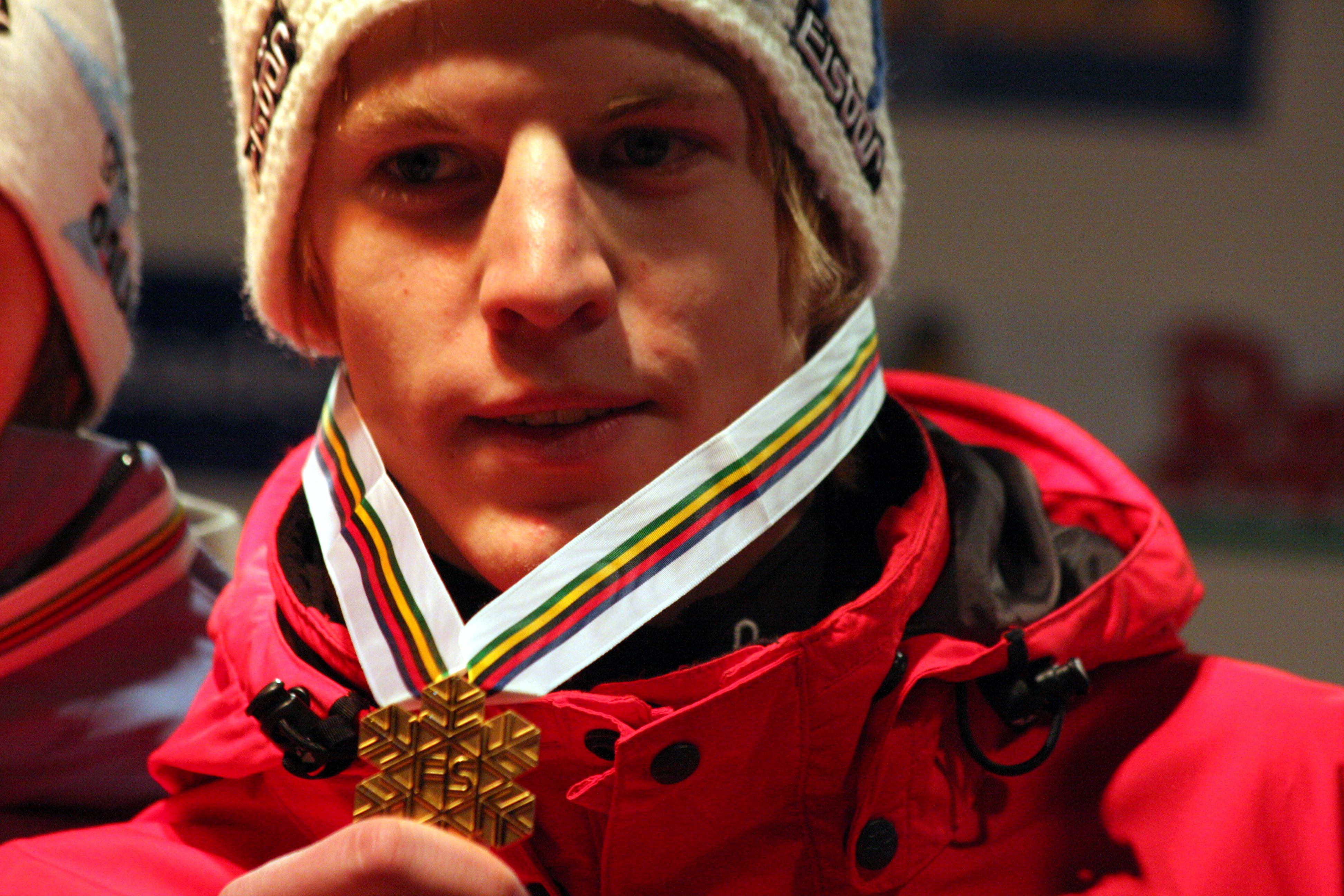
Der Sieger im Einzelspringer Michael Hayböck mit seiner Goldmedaille

Der favorisierte österreichische Weltcup-Starter Michael Hayböck (18 Jahre) gewann vor dem Slowenen Peter Prevc (17 Jahre) und dem Italiener Diego Dellasega (19 Jahre). Für eine kleine Überraschung sorgte der 16-jährige Wladimir Sografski aus Bulgarien auf Platz sieben. Beim Heimspringen konnten die DSV-Junioren die Erwartungen nicht ganz erfüllen, das Mannschaftsergebnis allerdings war sehr gut. Bester DSV-Springer war auf Rang vier Tobias Bogner (18/Berchtesgaden) bei seiner fünften JWM-Teilnahme. Schwer enttäuscht war Olympiastarter Pascal Bodmer (19/Meßstetten) auf Platz 20. „Da brauche ich nicht lange drum herum zu reden. Ich bin total enttäuscht. Überhaupt kann ich mir nicht erklären, warum es gegenwärtig nicht so recht klappt. Ich fühle nämlich körperlich recht gut.“ Die Goldserie der Österreicher wurde in den letzten zehn Jahren nur 2009 von Andreas Wank (WSV Oberhof) unterbrochen. 78 Teilnehmer kamen in die Wertung, fünf Springer wurden disqualifiziert.

### Mannschaftsspringen Normalschanze
| Platz | Sportler                                                              | Land | Weite 1                                  | Weite 2                         | Punkte |
| ----- | --------------------------------------------------------------------- | ---- | ---------------------------------------- | ------------------------------- | ------ |
| 1     | Michael Hayböck Florian Schabereiter Lukas Müller Mario Innauer       | AUT  | 109,5 m 105,0 m 098,0 m 096,0 m          | 103,5 m 100,0 m 103,0 m 102,0 m | 1030,5 |
| 2     | Tobias Bogner Pascal Bodmer Stephan Leyhe Felix Schoft                | GER  | 106,5 m 102,5 m 096,0 m 097,0 m          | 104,0 m 102,0 m 099,5 m 098,5 m | 1010,5 |
| 3     | Peter Prevc Jaka Hvala Matic Kramaršič Dejan Judež                    | SLO  | 107,0 m 098,5 m 099,5 m 100,5 m          | 104,5 m 099,5 m 099,5 m 096,0 m | 1006,5 |
| 4     | Ville Larinto Sami Niemi Jarkko Määttä Sami Saapunki                  | FIN  | 103,0 m 098,0 m 093,0 m 094,5 m          | 104,5 m 096,0 m 098,5 m 096,0 m | 950,5  |
| 5     | Grzegorz Miętus Klemens Murańka Krzysztof Miętus Dawid Kubacki        | POL  | 102,0 m 097,0 m 096,5 m 091,0 m          | 097,0 m 096,0 m 093,5 m 094,5 m | 916,0  |
| 6     | Kenshirō Itō Kento Sakuyama Yūmu Harada Shōtarō Hosoda                | JPN  | 102,0 m 099,5 m 094,5 m 089,0 m          | 099,0 m 094,5 m 089,0 m 094,0 m | 903,0  |
| 7     | Diego Dellasega Roberto Dellasega Michael Lunardi Alessio De Crignis  | ITA  | 102,5 m 097,5 m 093,0 m 091,0 m          | 099,0 m 093,5 m 090,5 m 090,5 m | 885,5  |
| 8     | Pawel Karelin Georgi Tscherwjakow Alexander Sardyko Ilmir Chasetdinow | RUS  | 102,5 m 100,0 m 094,5 m 091,5 m          | 101,5 m 096,0 m 091,0 m 088,0 m | 809,0  |
| 9     | Čestmír Kožíšek Pavel Farkas Robert Kuban Jiří Mazoch                 | CZE  | 090,5 m 089,5 m 086,5 m 085,0 m          |                                 | 377,5  |
| 10    | Pascal Egloff Adrian Schuler Vital Anken Marco Grigoli                | SUI  | 094,0 m 092,5 m 090,5 m 0disqualifiziert |                                 | 318,5  |

Datum: 30. Januar 2010

Nach einer Geduldsprobe und mehrfacher Verschiebung wegen heftigen Schneefalls setzte sich erwartungsgemäß das Titelverteidiger-Quartett aus Österreich mit 1030,5 Punkten souverän durch. Eine starke Vorstellung bot auch das DSV-Team beim Gewinn der Silbermedaille mit nur 20 Punkten Rückstand nach den acht Sprüngen. Pascal Bodmer (19/Meßstetten): „Für mich war es vor Olympia nochmals ein ganz wertvoller Test. Nachdem ich zuletzt etwas geschwächelt hatte, gingen mir die Flüge von 102,5 m und 102 m wieder recht locker vom Schanzentisch weg. Dass ich hinter dem neuen Einzel-Junioren-Weltmeister Michael Hayböck aus Österreich in der inoffiziellen Gesamtwertung auf den zweiten Platz kam, stimmt mich insgesamt optimistisch. Ein riesiges Kompliment geht an die Organisatoren, die trotz der Wetterkapriolen so eine toll präparierte Anlage hergerichtet haben.“ Für Michael Hayböck war es nach dem Sieg im Einzelspringen seine zweite Goldmedaille und somit die bestmögliche Ausbeute bei diesen Titelkämpfen. Insgesamt 18 Nationen meldeten eine Mannschaft für dieses Springen. Allerdings wurde bei 5 Teams 1 Springer und bei einem Team 2 Springer disqualifiziert.

## Skispringen Juniorinnen

### Normalschanze
| Platz | Sportler                   | Land | Weite 1 | Weite 2 | Punkte |
| ----- | -------------------------- | ---- | ------- | ------- | ------ |
| 1     | Elena Runggaldier          | ITA  | 106,5 m | 102,0 m | 267,5  |
| 2     | Coline Mattel              | FRA  | 103,5 m | 101,0 m | 258,0  |
| 3     | Sarah Hendrickson          | USA  | 102,5 m | 097,5 m | 249,5  |
| 4     | Bigna Windmüller           | SUI  | 097,0 m | 100,5 m | 241,5  |
| 5     | Carina Vogt                | GER  | 095,0 m | 103,0 m | 240,0  |
| 6     | Jacqueline Seifriedsberger | AUT  | 095,0 m | 101,0 m | 239,5  |
| 7     | Sara Takanashi             | JPN  | 097,5 m | 098,5 m | 238,5  |
|       | Juliane Seyfarth           | GER  | 102,0 m | 094,5 m | 238,5  |
| 9     | Anna Rupprecht             | GER  | 103,0 m | 095,0 m | 235,0  |
| 10    | Eva Logar                  | SLO  | 094,5 m | 098,5 m | 229,0  |

Datum: 30. Januar 2010

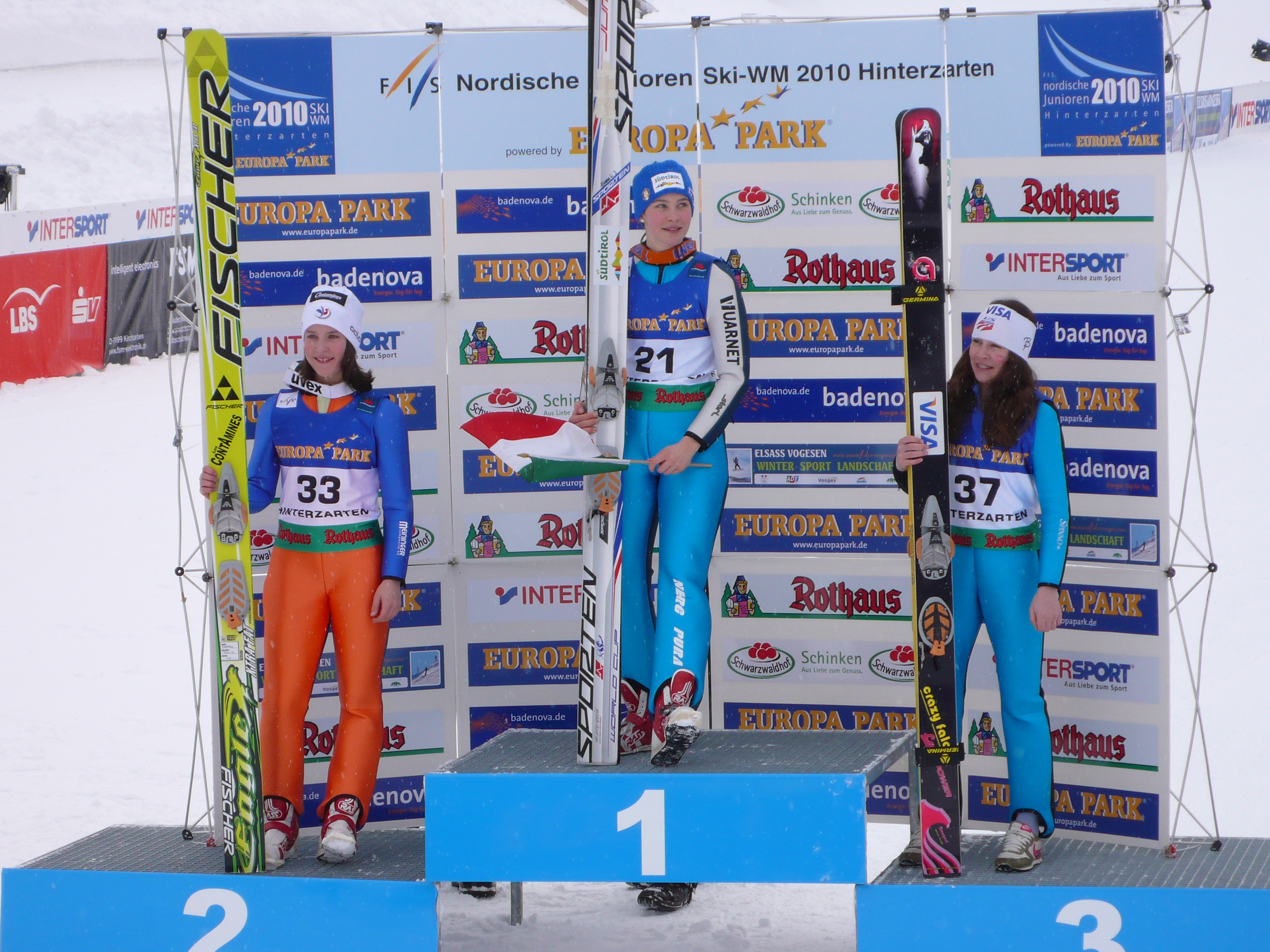
Das Siegerpodest des Damenwettbewerbs im Skispringen

Eigentlich sollte der Damenwettbewerb schon am 29. Januar stattfinden, starker Schneefall und böiger Wind machten den Start aber unmöglich. Am nächsten Tag gab es dann einen Überraschungssieg der Italienerin Elena Runggaldier. Die 19-jährige Studentin aus Gröden sprang in beiden Durchgängen Bestweite. Auf den weiteren Rängen folgten Coline Mattel (14) und Sarah Hendrickson (15). Das DSV-Quartett konnte die Erwartungen beim Heimspiel nicht ganz erfüllen. Carina Vogt (17/Degenfeld) wurde als Beste des Quartetts Fünfte. „Mit dem fünften Platz kann ich gut leben. Doch ärgerlich ist, dass mir der erste Sprung mit nur 95 m schon beim Absprung danebenging. Damit war die greifbare Medaille futsch“, sagte sie nach dem Wettbewerb. 39 Teilnehmerinnen kamen in die Wertung, zwei Springerinnen wurden disqualifiziert.